# Власов, Николай Иванович (полный кавалер ордена Славы)
Николай Иванович Власов (20 марта 1926 года — 26 января 1979 года) — красноармеец, разведчик взвода пешей разведки 110-го гвардейского стрелкового полка 38-й гвардейской стрелковой дивизии 70-й армии 2-го Белорусского фронта, полный кавалер Ордена Славы (1946).

## Биография
Родился 20 марта 1926 года в селе Лучки ныне Прохоровского района Белгородской области в крестьянской семье. Образование неполное среднее, до призыва работал в колхозе.
В 1943 году призван в РККА Карабашским городским военкоматом Челябинской области, с этого же времени находился на фронте.
10 октября 1944 года гвардии рядовой Власов, будучи в составе взвода пешей разведки 110-го гвардейского стрелкового полка 38-й гвардейской стрелковой дивизии 70-й армии 1-го Белорусского фронта, вместе с группой разведчиков проник во вражеский тыл в районе населенного пункта Непорент южнее города Сероцк и выявил расположение огневых точек, а затем, прикрывая отход группы, уничтожил 8 солдат противника. 17 октября 1944 года награждён орденом Славы 3 степени.
27 октября 1944 года в тылу противника у города Модлин подорвал вражеский дот. 24 ноября 1944 года награждён орденом Славы 2 степени.
С 13 января по 28 февраля 1944 года вместе с группой разведчиков форсировал реку Вда близ населенного пункта Сварнигау к северу от города Хойнице, поразил более 10 вражеских солдат и подавил огневую точку. Указом Президиума Верховного Совета СССР от 29 июня 1945 года награждён орденом Славы 1 степени, став полным кавалером Ордена Славы.
После окончания войны продолжил военную службу. В 1957 году уволен в запас в звании младшего лейтенанта, в дальнейшем работал в колхозе.
Умер 26 января 1979 года.